# Kuhantilopen
Die Kuhantilopen (Alcelaphini) sind eine Tribus der Hornträger (Bovidae), benannt nach der Nordafrikanischen Kuhantilope (Alcelaphus buselaphus).

## Allgemeines
Es handelt sich um mittelgroße bis große, in Afrika beheimatete Antilopen. Benannt sind sie nach ihrem verlängerten, entfernt rinderähnlichen Schädel. Sie sind allerdings nicht näher mit den Rindern verwandt, sondern scheinen vielmehr in der Nähe der Pferdeböcke zu stehen. Alle Arten der Kuhantilopen tragen in beiden Geschlechtern Hörner. Diese sind oft in verschiedener Weise hakenartig geformt.
Kuhantilopen sind vorwiegend Bewohner von Grasländern und in Savannenregionen in Afrika südlich der Sahara zu finden. Sie sind an Grasnahrung angepasst und leben – oder lebten bis zu ihrer teils drastischen Dezimierung durch menschliche Bejagung – oft in großen Herden.

## Systematik
Die Anzahl der Arten innerhalb der Kuhantilopen ist umstritten, was vorwiegend an der unterschiedlichen Beurteilung des Status einzelner Unterarten liegt. Folgende Gattungen und Arten werden nach Groves und Grubb (2011) unterschieden:
- Tribus Alcelaphini Brooke in Wallace, 1876

- Gattung Eigentliche Kuhantilopen (Alcelaphus de Blainville, 1816)

- † Nordafrikanische Kuhantilope (Alcelaphus buselaphus (Pallas, 1766))
- Südliche Kuhantilope oder Kaama-Kuhantilope (Alcelaphus caama  Alcelaphus caama (É. Geoffroy Saint-Hilaire, 1803))
- Kongoni-Kuhantilope oder Cokes Kuhantilope (Alcelaphus cokii Günther, 1884)
- Lelwel-Kuhantilope (Alcelaphus lelwel (Heuglin, 1877))
- Lichtenstein-Antilope (Alcelaphus lichtensteinii (Peters, 1852))
- Westafrika-Kuhantilope (Alcelaphus major (Blyth, 1869))
- Somalia-Kuhantilope (Alcelaphus swaynei (Sclater, 1892))
- Tora-Kuhantilope (Alcelaphus tora Gray, 1873)

- Gattung Beatragus Heller, 1912

- Hunter-Antilope oder Hirola (Beatragus hunteri (Sclater, 1889))

- Gattung Leierantilopen (Damaliscus Sclater & Thomas, 1894)

- Ruaha-Topi (Damaliscus eurus Blaine, 1914)
- Korrigum (Damaliscus korrigum (Ogilby, 1834))
- Serengeti-Topi (Damaliscus jimela (Matschie, 1892))
- Tsessebe (Damaliscus lunatus (Burchell, 1824); umfasst möglicherweise mehrere Arten)
- Blessbock (Damaliscus phillipsi Harper, 1939)
- Buntbock (Damaliscus pygargus (Pallas, 1767))
- Bangweulu-Sassaby (Damaliscus superstes Cotterill, 2003)
- Tiang (Damaliscus tiang (Heuglin, 1863))
- Küsten-Topi (Damaliscus topi Blaine, 1914)
- Uganda-Topi oder Topi (Damaliscus ugandae Blaine, 1914)

- Gattung Gnus (Connochaetes Lichtenstein, 1812)

- Weißbartgnu oder Östliches Weißbartgnu (Connochaetes albojubatus Thomas, 1892)
- Weißschwanzgnu (Connochaetes gnou (Zimmermann, 1780))
- Weißbindengnu oder Njassa-Gnu (Connochaetes johnstoni Sclater, 1896)
- Serengeti-Weißbartgnu oder Westliches Weißbartgnu (Connochaetes mearnsi (Heller, 1913))
- Streifengnu (Connochaetes taurinus (Burchell, 1824))

Die ursprünglich als Leierantilope bezeichnete Form bildet einen Artkomplex, der sich aus den verschiedenen Tsessebes (Tsessebe und Bangweulu-Tsessebe), dem Korrigum und dem Tiang sowie einigen Topis (Serengeti-Topi und Küsten-Topi) zusammensetzt. Ursprünglich als Unterarten der Leierantilope angesehen, werden sie nach der Revision durch Groves und Grubb (2011) als eigenständig geführt.

## Stammesgeschichte
Der früheste Fossilnachweis der Kuhantilopen datiert in das ausgehende Miozän vor etwa 7,5 bis 7 Millionen Jahren und stammt aus Lothagam in Kenia. Spätestens im Pliozän sind die Kuhantilopen bereits recht variantenreich vertreten, bedeutende Gattungen stellen unter anderem Damalacra und Parmularius dar, erstere ist unter anderem aus Langebaanweg im südwestlichen Südafrika belegt, letztere aus Laetoli in Tansania und Makapansgat, ebenfalls Südafrika. In diese Zeit fällt auch das früheste Auftreten der heutigen Formen. Die Leierantilopen sind neben zahlreichen Funden aus dem östlichen und südlichen Afrika auch aus dem nördlichen Teil des Kontinents nachgewiesen, etwa von Ain Bucherit in Algerien. Hier sind zudem frühe Vertreter der Gnus entdeckt worden, während Vorgänger der heutigen Hunter-Antilope frühe Nachweise unter anderem in Koobi Fora und Olduvai im östlichen Afrika besitzen. Die Frühformen der Hunter-Antilope waren noch sehr groß und besaßen äußerst lange Hornzapfen. Bedeutende Gattungen des Pleistozäns stellen Megalotragus, eine der größten Kuhantilopen überhaupt, und Rusingoryx dar. Während erstere über weite Teile von Ost- und Südafrika verbreitet war und erst im frühen Holozän verschwand, kam letztere bisher nur am Victoriasee vor und beschränkt sich zeitlich auf das Obere Pleistozän.